# 富尔克
富尔克（法語：Fourques，法語發音：[fuʁk] ⓘ）是法国加尔省的一个市镇，位于该省东南部，和罗讷河口省的历史文化名称阿尔勒隔河相望，属于尼姆区。

## 地理
富尔克（43°41'35"N, 4°36'38"E）面积38.24 平方千米，位于法国奧克西塔尼大區加尔省，该省份为法国南部沿海省份，南端濒地中海，北起顺时针与阿尔代什省、沃克吕兹省、罗讷河口省、埃罗省、阿韦龙省和洛泽尔省接壤。
与富尔克接壤的市镇（或旧市镇、城区）包括：阿尔勒、博凯尔、贝勒加德、圣吉勒。

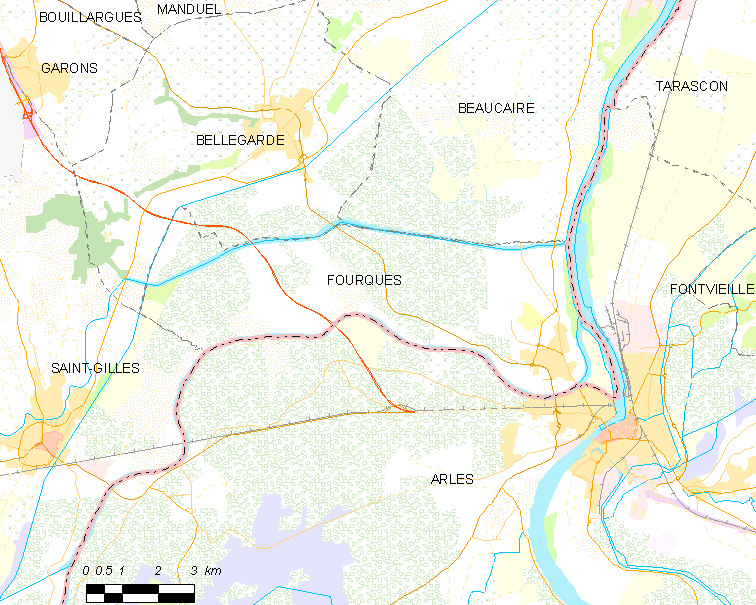
富尔克的OSM定位图

富尔克的时区为UTC+01:00、UTC+02:00（夏令时）。

## 行政
富尔克的邮政编码为30300，INSEE市镇编码为30117。

## 政治
富尔克所属的省级选区为博凯尔县。

## 人口

1962-2008年间富尔克人口变化图示

富尔克于2022年1月1日时的人口数量为2701人。